# Tiffany & Co.
Tiffany & Co. – amerykańskie przedsiębiorstwo zajmujące się sprzedażą biżuterii oraz srebrnych zastaw stołowych. Jednym z jego symboli jest kolor „Tiffany Blue”, który jest zarejestrowanym znakiem towarowym.

## Historia
W 1837 roku Charles Lewis Tiffany(1812-1902) i John B. Young otworzyli w Nowym Jorku sklep z artykułami papierniczymi, ozdobnymi, biżuterią i srebrem. W 1841 roku firma zmieniła nazwę na Tiffany, Young & Ellis i w 1848 roku rozpoczęła produkcję biżuterii. W 1850 roku utworzyła filię w Paryżu. W 1851 roku wprowadzili próby srebra angielskiego, rozpowszechniając w Stanach Zjednoczonych termin „sterling”. Zwiększyło to prestiż wyrobów firmy. W 1853 roku Tiffany uzyskał wyłączną kontrolę nad firmą, zmieniając nazwę na Tiffany & Co. W 1868 roku otworzył filie w Londynie i Genewie.

## Pierścionek zaręczynowy – The Tiffany Setting

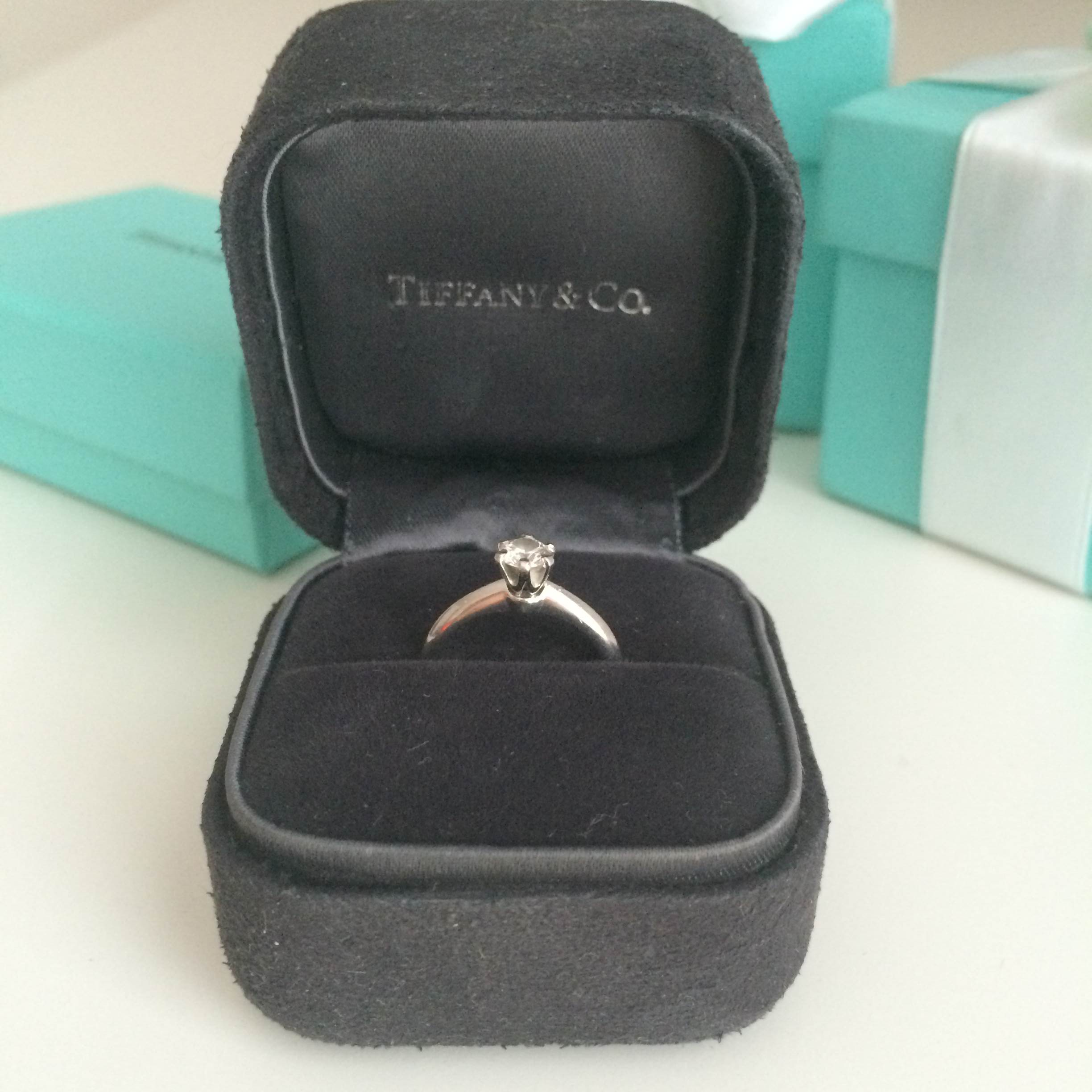
TheTiffany Setting – pierścionek zaręczynowy

Najbardziej znany i klasyczny model pierścionka zaręczynowego, jaki firma wypuściła na rynek pod koniec XIX wieku. Historia pierścionka zaręczynowego od Tiffany’ego zaczyna się w 1886 roku, kiedy Charles Lewis Tiffany wprowadza najsłynniejszy model nazywany do dziś the ring of ring – The Tiffany Setting. Kamień (tzw. soliter) po oszlifowaniu osadzony jest w oprawie ze złota lub platyny. Gniazdo, w którym spoczywa kamień, składa się z 6 zębów. Charakteryzuje się tym, że diament dostaje dużo światła i ukazywany przez to jest blask kamienia. Pierścionki są ręcznie wykonywane i brylanty cechują się najwyższą jakością w skali 4C.
Szczególnie w USA ten model jest postrzegany jako symbol pierścionka zaręczynowego. Sprzedaż pierścionków w Japonii stanowi 41% całkowitej sprzedaży w salonach Tiffany’ego. Natomiast w Europie, udział sprzedaży pierścionków zaręczynowych wynosi 25%.
Przykładowa cena za pierścionek z diamentem 0,25 ct – od 1700 €, natomiast 1 ct – od 10 100 €.

## Blue Box Tiffany

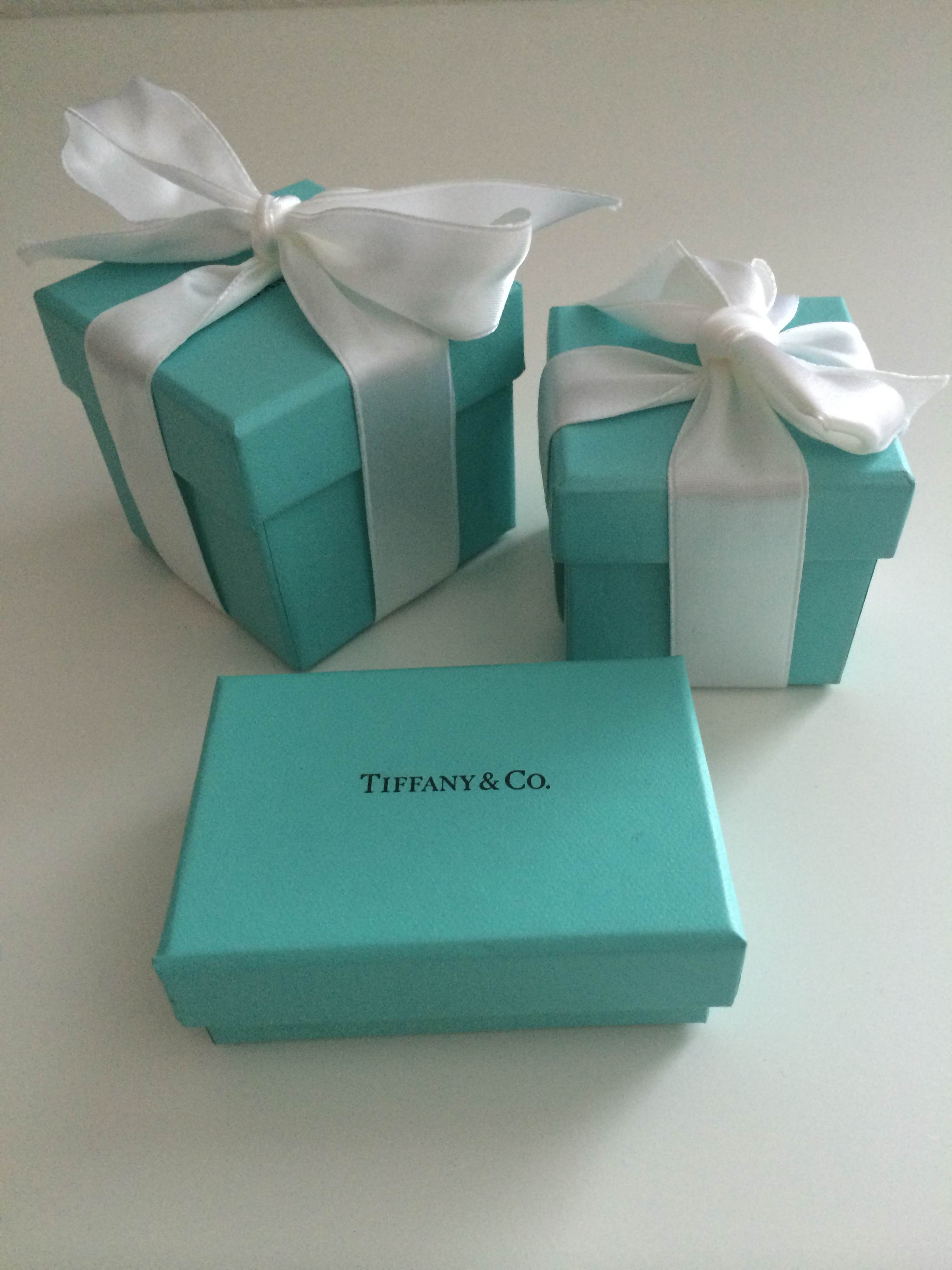
Blue Box Tiffany

Firmowe pudełko w kolorze jaj drozda (o niebieskim odcieniu). Niebieski odcień jest do dziś stosowany w pudełkach, katalogach, torbach na zakupy, broszurach, stronie internetowej, reklamach i materiałach promocyjnych firmy. Na świecie jest znany pod nazwą Tiffany Blue. „Blue Box Tiffany są amerykańskimi ikonami stylu i elegancji” – pisał w roku 1906 „New York Sun”.

## Sklepy

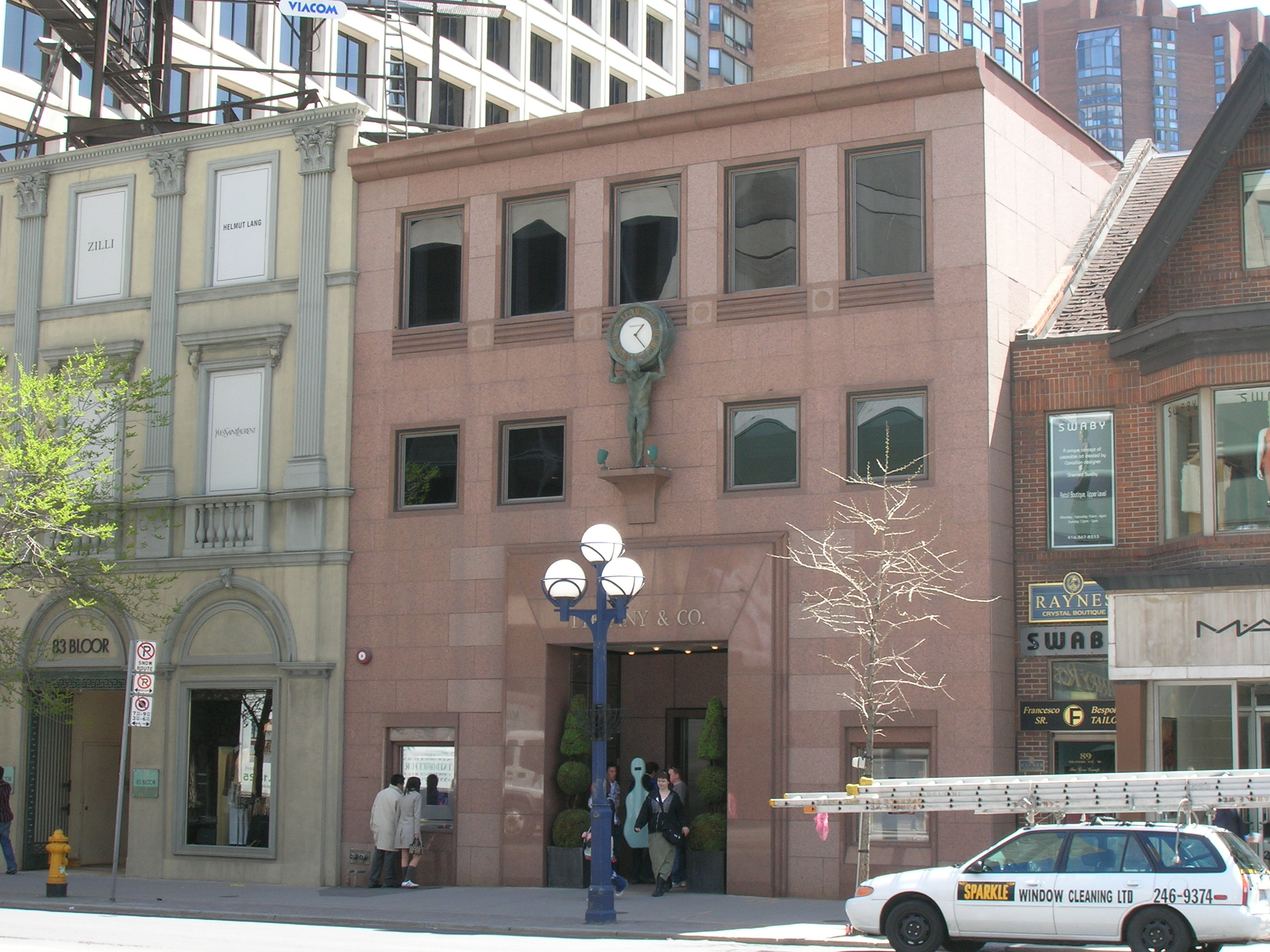
Sklep Tiffany & Co. na ulicy Bloor w Toronto, Ontario 2006 rok

Najbardziej znanym sklepem firmy jest ten zlokalizowany od 1940 roku na Manhattanie, na rogu Piątej Alei i 57. Ulicy. W sklepie tym kręcono takie filmy jak Śniadanie u Tiffany’ego z Audrey Hepburn czy Dziewczyna z Alabamy z Reese Witherspoon.
31 stycznia 2007 firma posiadała 64 placówki w Stanach Zjednoczonych o łącznej powierzchni 486 000 stóp kwadratowych oraz 103 poza granicami Stanów o łącznej powierzchni 306 000 stóp kwadratowych.

## Galeria

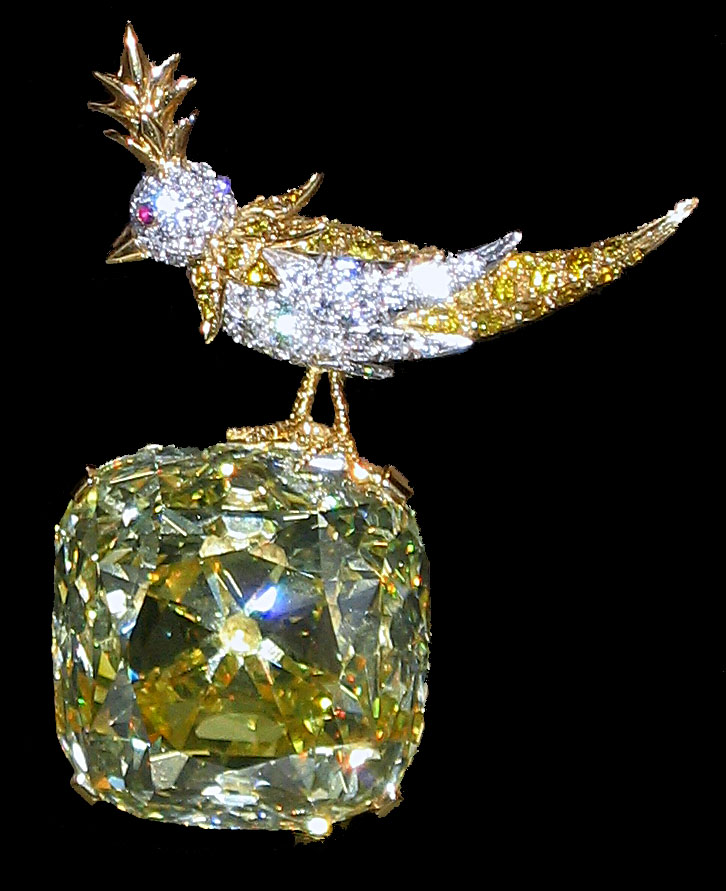
Żółty diament od Tiffany
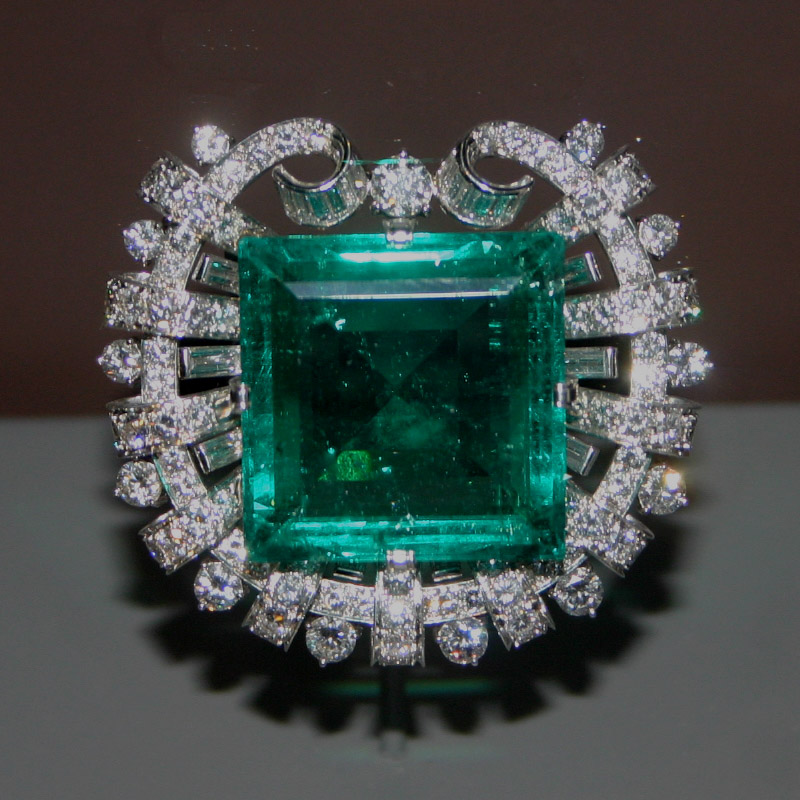
Szmaragdowa brosza Hooker
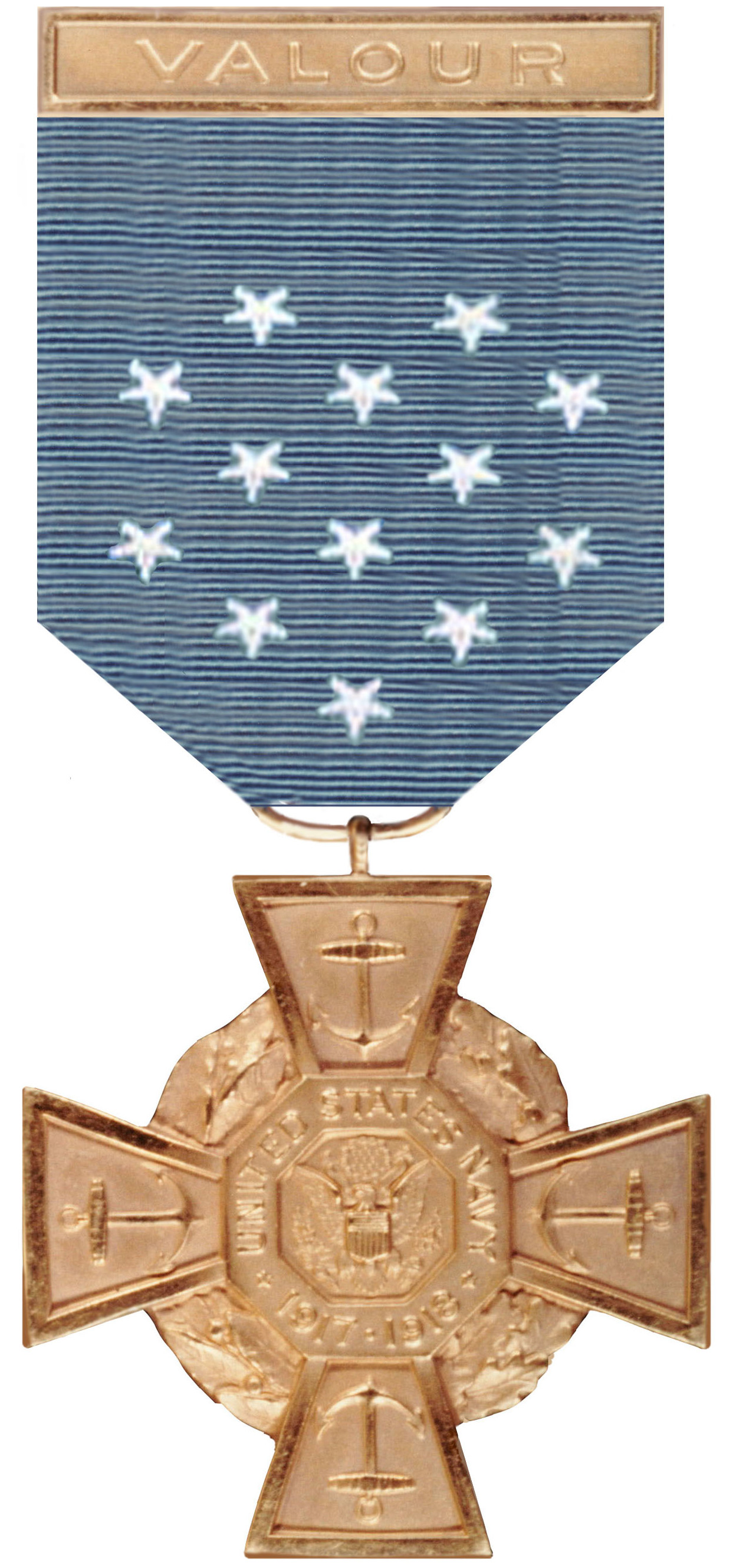
Krzyż Tiffany – wersja Medalu Honoru
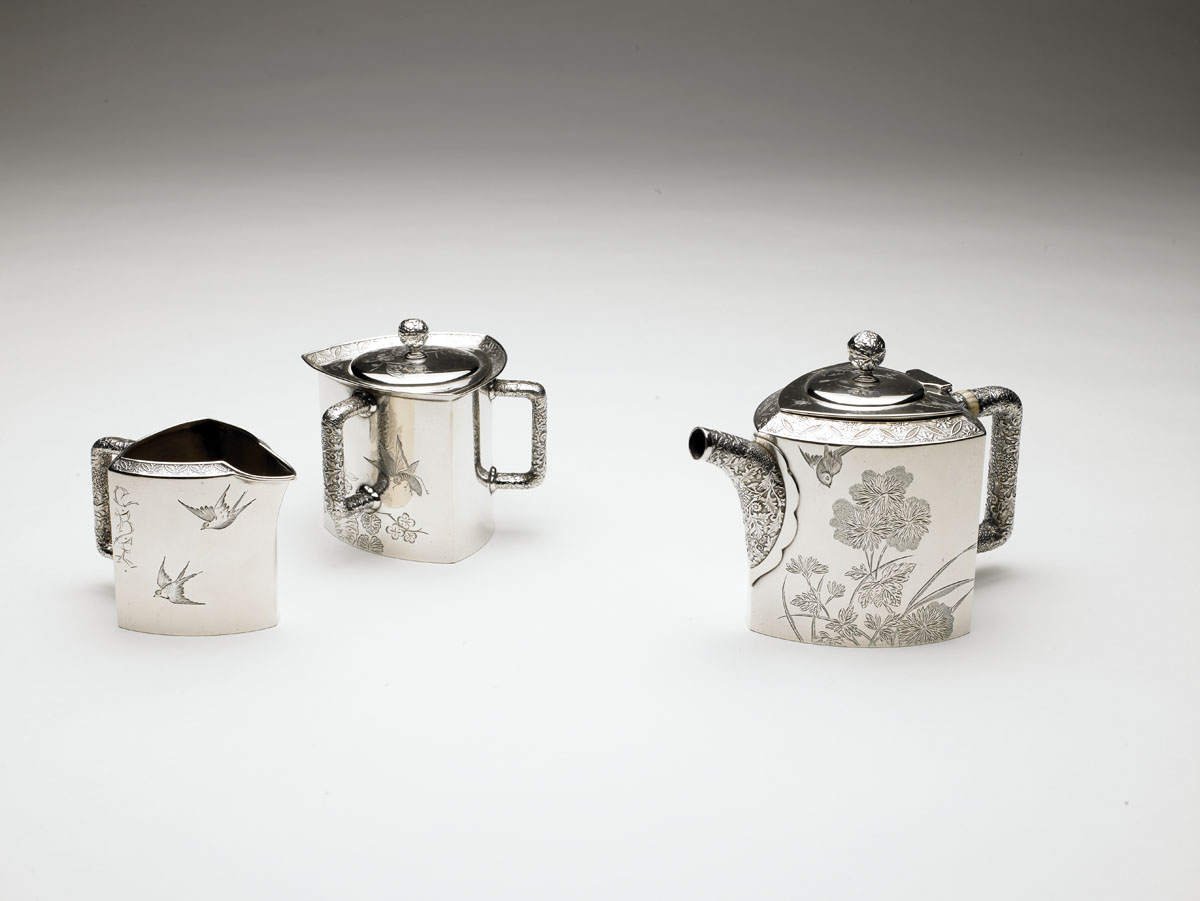
Zestaw do herbaty z ok. 1877 roku